# Hans Jacob Tengwall
Hans Jacob Tengwall, född 28 juni 1787 i Malmö Sankt Petri församling, Malmö död där 8 maj 1863 var en svensk valthornist, organist och klockare.
Tengwall studerade musik för Pehr Frigel i Stockholm och senare för Christoph Ernst Friedrich Weyse och Friedrich Kuhlau i Köpenhamn. Åren 1815-1816 var han medlem av Kungliga Hovkapellet. Han tjänstgjorde även som lärare i sång och musik vid läroverket i Malmö samt var organist och klockare i S:t Petri församling. Tengwall var musikdirektör vid Södra skånska infanteriregementet 1830-1851. 
1832 fick han fullmakt att vara kunglig musikdirektör. Tengwall gav ut sångskolor samt komponerade sånger, en hornkonsert, Södra skånska infanteriregementets marsch samt den komiska tersetten Skolmästaren och hans disciplar "A, b, c, d". Han invaldes som ledamot nummer 262 i Kungliga Musikaliska Akademien den 1 december 1830.